# Pogarskij rajon
Il Pogarskij rajon (in russo Погарский район?) è un rajon dell'Oblast' di Brjansk, nella Russia europea; il capoluogo è Pogar. Istituito nel 1155, ricopre una superficie di 1.210 chilometri quadrati e nel 2010 ospitava una popolazione di 31.580 abitanti.